# Baén (antic municipi)
|  | Aquest article és sobre l'antic municipi d'aquest nom. Per al poble, vegeu Baén. |

L'antic municipi de Baén és un dels quatre antics municipis integrats el 1969 en el nou municipi Baix Pallars (els altres són Gerri de la Sal, Peramea i Montcortès de Pallars), a la comarca del Pallars Sobirà. De tots ells, és el que és més al sud-est; és termenal amb l'Alt Urgell (Cabó i les Valls d'Aguilar) i amb Conca de Dalt (antics termes d'Hortoneda de la Conca i Claverol, tots dos del Pallars Jussà).
El municipi, que consta com a Bahent en el Diccionario geográfico... de Pascual Madoz, fou creat el 1812 a partir de les disposicions de la Constitució de Cadis. En un primer moment, fou creat d'una banda l'ajuntament de Baén, i de l'altra els de Buseu i de Solduga i Esplugues, que el 1847 eren agregats a Baén en no assolir cap dels tres municipis el mínim de 30 veïns (cap de casa) que marcava la nova llei municipal d'aquell any i, en canvi, sí que els obtenien ajuntant-los tots tres.
Ocupa a prop de la meitat oriental de l'actual terme de Baix Pallars, a l'esquerra de la Noguera Pallaresa, tot i que l'antic termenal no era ben bé el riu, sinó una línia desigual per damunt i a llevant d'aquest riu.

## Geografia
L'antic municipi de Baén tenia una extensió de 52,5 km². Dels 129,41 que té ara el municipi complet, aquest antic municipi era el més extens dels que s'integraren en el terme actual de Baix Pallars.

### Perímetre

#### Límit amb l'antic terme deClaverol(Conca de Dalt,Pallars Jussà)
S'inicia aquest perímetre en el punt de trobada del Barranc de l'Infern amb la Noguera Pallaresa, just al límit sud del Congost de Collegats, termenal entre la Pobla de Segur i Claverol (alhora límit entre Pallars Jussà i Pallars Sobirà). Segueix la línia de terme majoritàriament cap a l'est-sud-est, seguint l'esmentat Barranc de l'Infern, que nombroses ziga-zagues. Aigües amunt, va seguint el Barranc de l'Infern, fins que aquest es converteix en la Llau Fonda, que segueix totalment, i quan aquesta es transforma en el torrent de la Torre de Senyús, al Forcat de les Llaus, on hi hagué les Carboneres del Torró, troba l'antic triterme, entre Baén, Claverol i Hortoneda de la Conca. Es tracta del límit nord de l'antic enclavament dels Masos de Baiarri.

#### Límit ambHortoneda de la Conca(Conca de Dalt, Pallars Jussà)
Des del Forcat de les Llaus, el límit entre Baén i Hortoneda de la Conca (actualment entre Baix Pallars i Conca de Dalt), continua cap a llevant, va seguint el barranc de la Torre de Senyús sempre cap a llevant, aigües amunt, decantant-se lleugerament cap al sud. La capçalera del barranc de la Torre de Senyús està format pel Barranquet Negre, que el termenal segueix encara un tros, fins que arriba al lloc on, al nord del Pletiu del Duc, assoleix els 1.675 m. alt., a l'Obaga Negra. Aquí el termenal trenca sobtadament cap al nord-oest, per tal de pujar a la carena de la Serra de Cuberes en el lloc del Coll de Passavent, de 1.700 m. alt. Del Coll de Passavent, el termenal puja per la carena cap al sud-est, passa pel nord-est de les Emprius, on hi ha el Cap del Solà de la Coma d'Orient, de 1.916,5 m. alt. El termenal va seguint aproximadament el Camí del Pi Sec, i marxa cap a llevant, fins a assolir el Roc dels Quatre Alcaldes, de 1.893,2 m. alt., a llevant de la Matella de la Basseta. En aquell lloc es troben, com el seu nom indica, quatre alcaldes: el de Baix Pallars (antic terme de Baén), el de les Valls d'Aguilar (antic terme de Taús), el de Cabó (els dos darrers pertanyents a l'Alt Urgell), i el d'Hortoneda de la Conca.

#### Límit amb el terme deCabói l'antic terme deTaús(les Valls d'Aguilar,Alt Urgell)
Des del Roc dels Quatre Batlles, on el termenal amb Cabó és un sol punt, el límit del terme amb les Valls d'Aguilar emprèn cap al nord-nord-est, travessant el Prat d'Orient i anant a buscar el curs del Barranc d'Arcalló, que segueix aigües avall. Deixa a ponent el Bosc de Cuberes i a llevant el Serrat de Cabanes, i poc abans que el barranc s'aboqui en el Riu de Taús, en el lloc on el barranc fa un tancat revolt on arriba el màxim a ponent de tot el seu curs, just a l'oest del cim de Blancardit, el termenal deixa el barranc. S'enfila cap al nord-oest, deixant al sud-oest l'Obaga dels Faringolers i al nord-est el paratge de Fites, per anar a cercar el curs del Barranc de la Solana de la Tosquella.
En arribar a les envistes de la Roca Negra, salta pel sud-oest d'aquesta roca per anar a cercar el Riu de Taús a prop i a migdia del Pas de la Caguel·la. Des d'aquest lloc segueix aigües amunt i cap al nord-est el Barranc de Gavarret (Barranc de les Solanes en el seu tram central); gira cap a llevant al mateix temps que aquest barranc, fins que en arribar al sud-est del paratge de Caselles i al sud-oest del cim de l'Artic gira cap al nord resseguint el vessant de ponent d'aquesta muntanya i, en depassar-la, torna a girar cap al nord-est. Travessa la Ginebrosa, i s'enfila a la Serra de Mollet per la Plana d'Aran, a ponent del cim de les Piques. Des d'aquesta serra baixa pel vessant nord-est anant a cercar el curs de la Llau de Mesons, fins al lloc on arriba al lloc on el primer barranc arriba per la dreta a aquesta llau. En aquest lloc es trobava el triterme entre Baén, Taús i Castellàs, els dos darrers actualment units en el terme municipal de les Valls d'Aguilar.

#### Límit amb l'antic terme deCastellàs(les Valls d'Aguilar,Alt Urgell)
Des del punt anterior de la llau de Mesons, el termenal trenca cap a l'oest-nord-oest per pujar a un turonet de 1.865,8 metres d'altitud, contrafort nord-est de la Serra de Mollet, on es troba el triterme entre Castellàs, ara les Valls d'Aguilar, Baén, actualment Baix Pallars, i Soriguera. És una línia recta de poca extensió, de poc més de 350 metres.

#### Límit amb l'antic terme deSoriguera, del terme actual del mateix nom
Des del lloc anterior, el termenal segueix cap al nord-oest seguint una línia desigual i irregular, que no s'ajusta a cap accident geogràfic important. Passa pel vessant sud-oest del Bony de Mollet, travessant el Bosc de Mollet, i s'enfila cap al Fener Gran, que forma un circ encarat a migdia. El termenal hi fa el tomb per la carena del capdamunt i s'enfila al Bony del Fener Gran. Des d'aquest lloc, la línia de terme marxa cap a ponent, per tal d'enfilar-se al Tossal del Puial per la Serra de Gavernet, deixant al nord la Mata de Gavernet i al sud el Plan Tavernet. Tot seguit travessa el lloc de Llitimoll i s'enfila al cim de les Pantalles (tota aquesta carena és genèricament denominada Muntanya de Baén). Des de les Pantalles, sempre seguint la carena cap a l'oest, baixa fins al Coll Ferrera. En aquest lloc el terme de Baén es trobava amb el límit entre els antics termes de Soriguera i Estac, actualment tots dos integrats en el terme de Soriguera.

#### Límit amb l'antic terme d'Estac, del terme actual de Soriguera
De Coll Ferrera, el termenal segueix sempre la carena cap a ponent. Segueix tota la Serra de Bovet, fins al Collet de la Servera, continua per la carena pel punt superior de la Muntanya de Sant Mauri, deixa les Llaus a migdia, decantant-se cap al sud-est, i abans de travessar el Solà d'Enseu arriba al turó on es troba l'antic triterme entre Estac, Baén i Gerri de la Sal, actualment termenal entre Soriguera i Baix Pallars.

#### Límit amb l'antic terme deGerri de la Sal(Baix Pallars)
Era la línia de terme més llarga, però actualment és desapareguda, atès que tots dos antics municipis, Gerri de la Sal i Baén, estan integrats en el modern municipi de Baix Pallars. Davallava de la Muntanya de Baén cap al sud-est, anant a cercar el Camí d'Arcalís i deixant el Solà de Baén i les Llaus a llevant. Gira aviat cap al sud, travessa el Serrat dels Colls, fins que, a prop i a l'oest del poble de Baén, arriba a la llera del Barranc d'Enseu. Passat el riu, torç cap al sud-oest, fins al vessant oest del Tossal de Cosavilé, a l'extrem nord-oest de la Roca Planella i del Serrat dels Boixos. En aquest lloc, gira més cap a ponent, va a cercar la carena del Serrat de Corrotes, on hi ha l'Alzinar del Pui, al nord-oest del poble d'Useu. Així, arribava al cim del Cabanot, on la línia de terme torna a la direcció sud-oest, resseguint, a prop, la confrontació de ponent del poble d'Useu. D'aquesta manera arriba al Riu Major; per travessar-lo segueix un breu tram de llevant a ponent per, de seguida que és damunt del seu marge esquerre, torna a trencar cap al sud-sud-est. Travessa el Clot de la Canal, deixant a llevant el Pas de l'Escalirot, la Roca Roia i el Pas de Baiarredó, fins que ateny el Coll de Solduga.
Des d'aquest coll, el termenal emprèn cap a l'oest, resseguint el Serrat de la Creu de Dalt, la Serra, deixa la Roca Roja, passa per la Roca del Racó de l'Ós, deixa al nord el Racó de l'Ós, i arriba a la Collada de la Portella, a les envistes de la Noguera Pallaresa, que passa ensotalada per sota d'aquest lloc. El termenal baixa de sobte cap al sud-sud-oest per anar a trobar aquest riu, passa pel Salt de Núvia, travessant los Feners. Arriba al nord del Congost de Collegats, al lloc d'Espuells, moment en què deixa el límit amb Gerri de la Sal per tal d'entrar en contacte amb el terme municipal de la Pobla de Segur.

#### Límit amb el terme dela Pobla de Segur(Pallars Jussà)
És un tram molt breu, d'uns 400 metres, en el qual el termenal és el mateix riu Noguera Pallaresa, entre Espuells i l'aiguabarreig de la Noguera Pallares amb el Barranc de l'Infern, on es troben els termes municipals antics de Baén, Claverol i la Pobla de Segur i els actuals de Baix Pallars, Conca de Dalt i la Pobla de Segur.

### Els espais de l'interior del terme

#### Baén
Es tracta d'una vall, la del Barranc d'Enseu, amb el poble de Baén enlairat a l'esquerra del barranc a la seva part central. És el sector més al nord de l'antic terme de Baén, entre els vessants meridionals de les serres que tanquen el terme pel nord, com la de Bovet i els septentrionals de les serres que separen aquesta vall de les altres del terme: Serrat dels Boixos, Serrat del Torricó i Serrat de Cosavions, principalment.
Només pertanyia a Baén la part mitjana-alta i alta d'aquesta vall, atès que a la meitat baixa hi ha el poble d'Enseu i la vila de Gerri de la Sal, que no pertanyien a Baén. Conté el ja esmentat poble de Baén, les importants masies del Pui (antiga caseria), Cal Fèlix i Casa Cília, a la part alta, a llevant, i l'antiga caseria del Soi, actualment reduïda a la Casa Forestal del Soi. També hi ha algunes bordes (la de Pere, enlairada a l'extrem de llevant de la vall, la de Mariano, a llevant de Baén, l'Era del Brunet, a prop d'aquest poble, la Borda de Cília, a ponent del poble i del Pui, entre les que se'n conserven almenys restes recognoscibles.

#### Buseu
Antiga parròquia rural, es tracta de la zona muntanyosa situada en el sector sud-oriental d'aquest antic terme, entre els serrats abans esmentats que tanquen pel sud la vall del barranc d'Enseu i el Riu Major, ja esmentat, i els seus barrancs de capçalera, com el Barranc de Gavarret i el de les Solanes, que separen aquest sector de l'antic terme de Taús (actual de les Valls d'Aguilar). Inclou el poble de Buseu, el de Sant Sebastià de Buseu, els llocs de Sarroca i Castellnou de Peramea, l'antiga església de Sant Joan, i algunes masies -Casa Quiquet i Recallers- i bordes Borda del Móra, Borda de Sarroca. Formà municipi independent entre 1812 i 1847.

#### Solduga i Espluga
Es tracta del sector més meridional de l'antic municipi de Baén i de la comarca del Pallars Sobirà. Dins del terme municipal de Baix Pallars, és el sector sud-est. El forma la meitat nord -a la dreta del barranc- de la vall del Barranc de l'Infern i de tots els seus afluents septentrionals (la meitat meridional pertany al Pallars Jussà, al terme municipal de Conca de Dalt).
Inclou els antics pobles de l'Espluga de Cuberes i de Solduga, que formaren ajuntament entre el 1812 i el 1847, així com l'antiga Quadra de l'Espluga, una de les bases de l'ajuntament suara esmentat. També inclou el santuari de la Mare de Déu d'Esplà. Formà municipi independent entre 1812 i 1847.

#### Useu
El sector d'Useu és el que queda en posició central, entre els anteriors: Baén al nord, Solduga i Espluga al sud i Buseu a llevant. Comprèn la vall mitjana i altra del Riu Major, amb tots els seus barrancs afluents. El centra el poble d'Useu, en el sector nord hi ha les antigues caseries del Pui i de Vilesa, actualment reduïda a una masada, amb algunes bordes -Borda del Torredà, Borda del Coixet-, cabanes -Cabana del Teixidor-, i masies -la Casa del Batlle. Conté restes del Castell d'Useu i de la Torreta. Formà municipi independent entre 1812 i 1847.

### Nuclis de població
| Entitat de població    | Habitants |
| ---------------------- | --------- |
| Baén                   | 15        |
| Buseu                  | 1         |
| Castellnou de Peramea  | 2         |
| Cuberes                | 0         |
| L'Espluga de Cuberes   | 0         |
| El Pui                 | 0         |
| Sant Sebastià de Buseu | 0         |
| Sarroca                | 2         |
| El Soi                 | 0         |
| Solduga                | 1         |
| Useu                   | 8         |
| Vilesa                 | 0         |
| Font: Idescat          |           |

L'antic terme de Baén, grafiat Bahent durant molt de temps, incloïa el poble del mateix nom i els pobles i llocs, la major part actualment despoblats, de Buseu, Castellnou de Peramea, Cuberes, Sant Sebastià de Buseu, Solduga i Useu, el santuari d'Esplà, la masia i església del Pui, la masia i terme de Sarroca i la masia i antiga caseria de Vilesa.
A més, formaven part del terme de Baén tot de masos, la major part documentats fins al 1860: el Mas Piu (que havia disposat de capella pròpia, dedicada a sant Benet, actualment del tot desapareguda), el de Coselles, l'Hostalet, el Mas del Batlle, el del Fèlix, el del Guerxo, el del Pui, el del Quiquet, i el de Pui Macià.

## Història

### Edat mitjana
El Castell de Baén i els seus dominis pertanyien des d'antic al monestir de Gerri, tot i que al segle xi fou sostret als 
monjos pel comte Pallars. El 1086 era, però, restituït al monestir pel cavaller Roger Arnau, qui l'havia adquirit al comte. En una butlla papal del 1163 són confirmades al monestir les seves possessions del terme de Baén: Useu amb l'església de Sant Romà, Sarroca fins al Coll de Casares (amb el Castell de Sarroca) i el Portell de Saüquet, els delmes de Taús (fora ja del terme de Baén), l'església de Santa Maria d'Esplà, la de Sant Sadurní de Cuberes, Sant Sebastià de Buseu, el castell de Rocafort (no del tot identificat, encara), el Castell de Baén, amb els seus boscos i, expecialment, el Bosc de Pentina. Tot aquest ampli territori pertangué al monestir de Gerri fins a la Desamortització de Mendizábal. L'únic territori que no en formava part era el lloc de Castellnou de Peramea, domini dels comtes de Pallars, més endavant dels Ducs de Cardona i Marquesos de Pallars.

### Edat contemporània
Alcaldes:
- Josep Cuberes (1898)

## Demografia
| 1497 f | 1515 f | 1553 f | 1717 | 1787 | 1857 | 1877 | 1887 | 1900 | 1910 |
| ------ | ------ | ------ | ---- | ---- | ---- | ---- | ---- | ---- | ---- |
| -      | -      | 13     | 255  | -    | 416  | 378  | 257  | 233  | 283  |

| 1920 | 1930 | 1940 | 1950 | 1960 | 1970 | 1981 | 1990 | 1992 | 1994 |
| ---- | ---- | ---- | ---- | ---- | ---- | ---- | ---- | ---- | ---- |
| 254  | 214  | 174  | 174  | 143  | -    | -    | -    | -    | -    |

| 1996 | 1998 | 2000 | 2002 | 2004 | 2006 | 2008 | 2010 | 2012 | 2014 |
| ---- | ---- | ---- | ---- | ---- | ---- | ---- | ---- | ---- | ---- |
| -    | -    | 38   | 31   | 38   | 30   | 19   | 21   | -    | -    |

En el cens del 1857 Bahent apareix amb 416 habitants i 64 cèdules personals inscrites, repartides de la manera següent: Bahent, 107 habitants i 20 cèdules; Espluga y Solduga, 68 i 9; San Sebastiá, 131 i 17, i Useu, 110 i 18.
Les dades anteriors al 1857 no comptabilitzen encara els habitants dels municipis de Sant Sebastià (Buseu i Sant Sebastià de Buseu), Solduga i Espluga i Useu, units a Baén el 1847.

## Comunicacions
Mena a Baén la Pista de Baén, que arrenca del punt quilomètric 295,2 de la carretera N-260, des d'on travessa la Noguera Pallaresa pel Pont de Baén. Per aquesta carretera, de forta pujada i nombrosos revolts, s'arriba al poble de Baén en quasi 8 quilòmetres. No existeix cap transport públic per arribar a Baén.
De l'extrem sud-oriental de Baén surt una carretera que mena a Buseu, Sant Sebastià de Buseu, Sarroca, els Castells i Taús. Del Pont de Baén surt cap a migdia la Pista de Pentina, que mena a Cuberes, Solduga, Esplà i altres llocs del sector meridional de l'antic terme.